# 卡爾米基夫卡 (米洛韋區)
49°16′30″N 39°51′21″E / 49.27500°N 39.85583°E
卡爾米基夫卡（烏克蘭語：Калмиківка）是位於烏克蘭東部的村莊，由盧甘斯克州舊比利斯克區的米洛韋市鎮負責管轄。該村始建於1750年，面積4.28平方公里，海拔高度72米，2001年人口596，人口密度每平方公里139.3人。